# Salt River Range
Die Salt River Range ist eine Bergkette im Westen des US-Bundesstaates Wyoming. Die 91 km lange und 30 km breite Bergkette bildet die östliche Grenze des vom Salt River durchflossenen Star Valleys, durch das der U.S. Highway 89 verläuft, sowie die westliche Grenze des Greys River Valley, welches die Salt River Range von der Wyoming Range trennt. Der höchste Berg ist der Mount Fitzpatrick mit einer Höhe von 3324 m. Die Salt River Range gehört zu den am wenigsten besuchten Gebieten innerhalb des Größeren Yellowstone-Ökosystems und liegt zum Großteil im Gebiet des Bridger-Teton National Forest.

## Belege
1. ↑  Peakbagger: Salt River Range. Abgerufen am 24. Januar 2021.
2. ↑  Summitpost: Salt River Range : Climbing, Hiking & Mountaineering. Abgerufen am 24. Januar 2021.